# احمد عبدالسلام

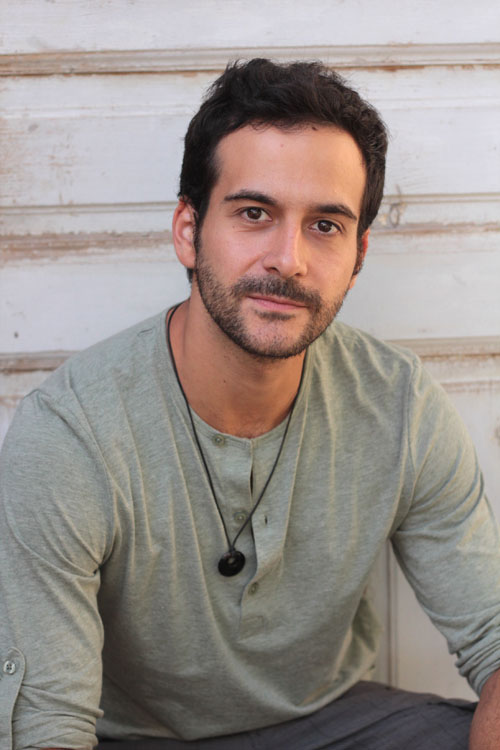
احمد عبدالسلام

احمد عبدالسلام (زاده ۲۹ آوریل ۱۹۸۳ در وین) فیلمنامه‌نویس، بازیگر و کارگردان اتریشی است.

## زندگی
احمد عبدالسلام در وین رشد یافت، جایی که پدر و مادرش یک فروشگاه لوازم الکترونیکی و یک فروشگاه ویدیو را اداره می‌کردند، بنابراین او در سنین پایین با رسانه فیلم در تماس بود. در دوران مدرسه او می‌خواست بازیگر شود و فیلم‌های خودش را بسازد. در سال ۲۰۰۷ اولین فیلم کوتاه خود را ساخت و در سال ۲۰۰۸ یک فیلم بلند کم هزینه ساخت که فیلمنامه آن را نیز نوشت.
عبدالسلام در سال ۲۰۱۰ در مقطع کارشناسی کتاب و نمایشنامه در آکادمی فیلم وین پذیرفته شد که در سال ۲۰۱۴ با نمره ممتاز فارغ‌التحصیل شد. او هم‌اکنون در آنجا در مقطع کارشناسی ارشد مشغول به تحصیل است.
فیلم بلند او راند در سال ۲۰۱۳ به عنوان بخشی از جایزه تبلیغاتی کارل مایا را دریافت کرد. سال بعد او یک سال کمک هزینه فیلمنامه‌نویسی را از جایزه لیترار مخانا کسب نمود.
احمد عبدالسلام در وین به نویسندگی، بازیگری، تحصیل و فیلمبرداری مشغول است، جایی که او با خانواده اش زندگی می‌کند.

## فیلم‌شناسی (انتخابی)
- ۲۰۱۳: آزاد کننده (فیلم کوتاه، فیلمنامه و کارگردان)
- ۲۰۱۳: انقراض (فیلم تلویزیونی، بازیگر)
- ۲۰۱۴: ۱۸۰۵ - داستان یک شهر (فیلم کوتاه؛ بازیگر)[۱]
- 2014: داستان پلیس‌ها (S03، ۲ قسمت؛ بازیگر)
- 2016: زوکو داناو (SOKO Vienna – S11/E09، مرد سوم؛ بازیگر)
- ۲۰۱۶: چه چیزی ما را خراب کرد؟ (فیلم؛ بازیگر)
- ۲۰۱۶: ویدئو (فیلم کوتاه، فیلمنامه و کارگردانی)
- ۲۰۱۶: عروسی (فیلم کوتاه، بازیگر)
- ۲۰۱۶: آب (فیلم کوتاه؛ بازیگر)
- ۲۰۱۷: رهایی (مستند کوتاه مقاله‌ای؛ مفهوم و کارگردانی)
- ۲۰۱۷: آدم و اسرا (فیلم کوتاه، فیلمنامه و کارگردان)

## جوایز
- ۲۰۱۳: جایزه تبلیغاتی کارل مایر برای فیلم سینمایی راند
- ۲۰۱۴: جایزه فیلمنامه Literar-Mechana
- ۲۰۱۷: فینالیست مسابقه فیلمنامه "If she can see, she can be it" انجمن فیلمنامه وین[۲]
- ۲۰۱۷: بورسیه رهبران جوان بنیاد توکیو SYLFF